# Papa Bonifaciu al II-lea
Papa Bonifaciu al II-lea (n.  ?, Roma, Italia – d. 17 octombrie 532 d.Hr., Roma, Regatul Ostrogot⁠(d)) a fost  Papă al Romei în perioada 17 Septembrie 530 - Octombrie 532.

## Origine
Papa Bonifaciu al II-lea a fost primul Papă de origine germanică, tatăl său numindu-se Sigisbald și a deținut funcția de arhidiacon înainte să fie numit papă.

## Numirea
Papa Bonifaciu al II-lea a fost numit Papă de către predecesorul său, Papa Felix al IV-lea. La începutul pontificatului său a fost ales și Anti-Papa Dioscorus, care a decedat pe data de 22 Septembrie 530. După decesul antipapei, Papa Bonifaciu i-a silit pe cei care l-au votat să-și recunoască greșeala în scris.

## Activitate
În decursul pontificatului Papei Bonifaciu al II-lea s-au terminat definitiv controversele semi-pelagiene.  A încercat să reconcilieze biserica, dar planurile sale au devenit un eșec, când a încercat să-și numească un succesor, pe diaconul Vigiliu, viitorul Papă Vigiliu.
1. ↑  Catholic-Hierarchy.org, accesat în 12 octombrie 2020
2. ↑  Mirabile: Archivio digitale della cultura medievale